# Episodi di Tyler Perry's Young Dylan (prima stagione)
Il 29 febbraio 2020 ha debuttato su Nickelodeon la nuova serie Tyler Perry's Young Dylan. In Italia va in onda su Nickelodeon . Debutta il 28 settembre 2020 e finisce il 20 ottobre 2020 .
| n° | Codice di prod. | Titolo originale   | Titolo italiano        | Prima TV USA      | Prima TV Italia   |
| -- | --------------- | ------------------ | ---------------------- | ----------------- | ----------------- |
| 1  | 101             | Imaginary Friends  | L'amico Immaginario    | 29 febbraio 2020  | 28 Settembre 2020 |
| 2  | 102             | Street Smart       | Senza parole           | 7 marzo 2020      | 29 settembre 2020 |
| 3  | 103             | Chasing That Dream | Il ragazzo di strada   | 14 marzo 2020     | 30 settembre 2020 |
| 4  | 104             | Plain Faces        | Inseguire il sogno     | 21 marzo 2020     | 1 ottobre 2020    |
| 5  | 105             | The Enforcer       | Facce banali           | 28 marzo 2020     | 2 ottobre 2020    |
| 6  | 106             | Speechless         | Il gendarme            | 13 giugno 2020    | 5 ottobre 2020    |
| 7  | 107             | Flowers            | Fiori                  | 20 giugno 2020    | 6 ottobre 2020    |
| 8  | 108             | In Too Deep        | Una bugia tira l'altra | 27 giugno 2020    | 12 ottobre 2020   |
| 9  | 109             | Mother May I       | Mamma , posso?         | 11 luglio 2020    | 13 ottobre 2020   |
| 10 | 110             | Teachable Moments  | Momenti educativi      | 18 luglio 2020    | 14 ottobre 2020   |
| 11 | 111             | Natural Beauty     | Bellezza naturale      | 25 luglio 2020    | 15 ottobre 2020   |
| 12 | 112             | Special Delivery   | Consegna speciale      | 19 settembre 2020 | 16 ottobre 2020   |
| 13 | 113             | The Rap Game       | Il rapper batterista   | 26 settembre 2020 | 18 ottobre 2020   |
| 14 | 114             | The Gift           | Il dono                | 3 ottobre 2020    | 20 ottobre 2020   |